# 岩崎良美 debut 30th Anniversary CD-BOX
『岩崎良美 debut 30th Anniversary CD-BOX』（いわさきよしみ デビュー・サーティース・アニヴァーサリー・シーディーボックス）は、岩崎良美の13枚組CD-BOX。2010年2月17日にポニーキャニオンよりリリースされた。

## 概要
歌手デビュー30周年を記念して、LPレコードで発売されたアルバムを紙ジャケット＆HQCDで復刻。キャニオンレコード時代の岩崎のスタジオ音源がすべて揃うBOXである。アルバム未収録曲やバージョン違いはボーナストラックとして収録されている。HQCDは通常のCDプレーヤーやカーオーディオで高音質の再生が可能である。また、各アルバムの思い出や収録当時のエピソードなどを岩崎自身が語った音声コメントをアルバム曲の最後に収録。すべての復刻CDに未収録曲やバージョン違いなどが数曲ずつ追加されているが、コメントを挟むことでアルバム曲が終わってもすぐに追加曲が流れて来ないという工夫がなされた。
未発表音源である「赤と黒」のプレデビューバージョンを初めて収録した。これはデビューシングルより以前にレコーディングされたもので、アレンジとボーカルが異なっている。またシングルバージョンのアレンジで新たにレコーディングされた同曲のサビの部分はデビュー当時の本人との競演になっている。
ジャケットのみでなく歌詞カード、特典ポスター、帯にいたるまで忠実に再現されており、「SAISONS」「Wordrobe」のマットな紙質、「Cecile」のテカテカな紙質などもオリジナルLPと同じである。

## 収録曲

### Disc-1 「Ring-a-Ding」
1. 恋するローレライ
2. 涼風（New Version）
3. 学生たちの森
4. 夏のたより
5. Ring-a-Ding
6. 私の名はアリス
7. 赤と黒
8. モーニング コール
9. 赤いアンブレラ
10. ウキウキ Walkin'
11. 旅立つ少女

（+plus）
1. コメント（Ring-a-Ding）
2. 涼風（Single Version）
3. 赤と黒（New Version）

### Disc-2 「SAISONS」
1. Waiting For You
2. 小雨模様
3. クライマックス
4. 愛情物語
5. あなた色のマノン
6. ためらい
7. 揺れて純愛
8. 春一番を待ちわびて
9. 田園交響楽
10. You Love Me,I Love You

（+plus）
1. コメント（SAISONS）
2. あなた色のマノン（New Version）

### Disc-3 「Weather Report」
1. Good-day Sunshine
2. I THINK SO（New Version）
3. LA WOMAN
4. CITY ポルカ
5. 今夜は私RICHな気分（New Version）
6. Baby Love
7. 四季
8. 東海岸（イーストコースト）
9. 夏をひとりじめ
10. アビ・ルージュの息づかいで

（+plus）
1. コメント（Weather Report）
2. I THINK SO（Single Version）
3. 今夜は私RICHな気分（Single Version）

### Disc-4 「心のアトリエ」
1. Hurry Up
2. 朝の手紙
3. 愛は風の中に
4. ふれて風のように
5. あの時・・・
6. 唇にメモワール
7. ラジオのように
8. ごめんね Darling
9. あの日のあなたに
10. 銀色の星灯り
11. あなたへの想いを胸に

（+plus）
1. コメント（心のアトリエ）
2. SINGIN' RINGIN'
3. ガラスの聖夜

### Disc-5 「Cecile」
1. Vacance
2. 愛してモナムール（New Version）
3. カメリアの花咲く丘
4. 想い出Rainbow
5. そしてフィナーレ
6. どきどき旅行
7. 初めてのミント・カクテル
8. 雨の停車場
9. 私の恋は印象派
10. Telefonade

（+plus）
1. コメント（Cecile）
2. 雨の日曜日
3. マルガリータ ガール
4. 化粧なんて似合わない
5. 恋・あなただけに
6. 愛してモナムール（Single Version）

### Disc-6 「唇に夢の跡」
1. 恋ほど素敵なショーはない
2. 気まぐれな時間
3. who！
4. 優しい関係
5. 唇に夢の跡
6. クリスマスまで待てない
7. 冷たい妖精
8. 朝陽のプリズム
9. まぶしい恋
10. 時さえ色あせるほどに

（+plus）
1. コメント（唇に夢の跡）
2. まぶしい扉
3. ラストダンスには早すぎる
4. 波にさらわれた恋

### Disc-7 「Save me」
1. Save me…お願い
2. 未来愛
3. オシャレにKiss me
4. Stardust
5. ブルーナイト セレナーデ
6. 真夜中のファンタジー
7. 恋人達の予感
8. 気分はモノクローム
9. 月の浜辺
10. レイン

（+plus）
1. コメント（Save me）
2. Dreaming World
3. 風の影
4. プリテンダー
5. ハート美人よ
6. Sugar days
7. Epilogue（Sugar Windを待ちながら）

### Disc-8 「Wardrobe」
1. くちびるからサスペンス
2. What's Love？
3. 10月のフォト・メール
4. ヒールとスタジャン
5. Fire
6. Congratulation
7. 愛はどこに行ったの Please Answer The Phone
8. コーラス・ワーク

（+plus）
1. コメント（Wardrobe）
2. ジャスミンの頃
3. Manhattan Morning
4. ヨコハマHeadlight

### Disc-9 「half time」
1. タッチ
2. 思い出ハーフタイム
3. 微笑みでさようなら
4. 砂に埋めたダイアリー
5. スーパーラジオ1960
6. 3年目のロードショー
7. センチメンタル逃避行
8. 君がいなければ

（+plus）
1. コメント（half time）
2. 愛がひとりぼっち
3. 青春
4. 星のシルエット
5. 風のメッセージ
6. 好きになるなら

### Disc-10 「cruise」
1. ティーンネイジ・サマーハウス
2. 哀愁クルーズ
3. チークタイムの涙
4. ビキニな夏がやってくる
5. Let It Green
6. チェッ! チェッ! チェッ!
7. 夕陽にラストボール
8. 約束

（+plus）
1. コメント（cruise）
2. 情熱物語
3. 野球
4. 僕たちのSomeday
5. ホワイト・ドリーム
6. 夢で逢いたい

### Disc-11 「blizzard」
1. OPENING
〜チェッ!チェッ!チェッ!〜タッチ〜赤と黒〜プリテンダー〜LA WOMAN〜マルガリータ ガール〜愛してモナムール〜Vacance〜恋ほど素敵なショーはない〜くちびるからサスペンス〜化粧なんて似合わない〜I THINK SO〜オシャレにkiss me〜ごめんねDarling〜愛がひとりぼっち〜チェッ！チェッ！チェッ！
2. スロープに恋をして
3. Snow Lie
4. 粉雪のドレス
5. Blizzard

（+plus）
1. コメント（blizzard）
2. TOUCH（EXTEND ENGLISH VERSION）
3. TOUCH（DUB VERSION）
4. TOUCH（EXTEND JAPANESE VERSION）

### Disc-12 「床に、シンデレラのTシャツ。」
1. DANNY'S CAFE
2. BAD BOY
3. オ・ニ・ヴァ (ON Y VAS)
4. 不思議な遊園地
5. KISS HER
6. ONLY HE
7. NEVER GIVE UP
8. 裸の街の片隅で〜sha la la〜

（+plus）
1. コメント（床に、シンデレラのTシャツ。）
2. 涼風（ぼくらのベストVersion）

### Disc-13 「赤と黒 -reprise-」
1. 赤と黒（1980 pre-debut version）
2. 赤と黒（2010 final version）

（+plus）
1. 赤と黒（La Confusion version）
2. I THINK SO（La Confusion version）
3. 雨の停車場（La Confusion version）
4. 恋ほど素敵なショーはない（La Confusion version）
5. タッチ（La Confusion version）
6. ON Y VAS（La Confusion version）